# Frauenkappelen
Frauenkappelen é uma comuna da Suíça, situada no distrito administrativo de Berna-Mittelland, no cantão de Berna. Tem 9,3 km² de área e sua população em 2018 foi estimada em 1.240 habitantes.